# غاري ستيفن ماي
غاري ستيفن ماي (بالإنجليزية: Gary S. May)‏ هو مهندس أمريكي، ولد في 17 مايو 1964 في سانت لويس في الولايات المتحدة.